# Aname grandis
Aname grandis is een spinnensoort uit de familie Anamidae. 
Aname grandis werd in 1918 beschreven door Rainbow & Pulleine.